# Algovia

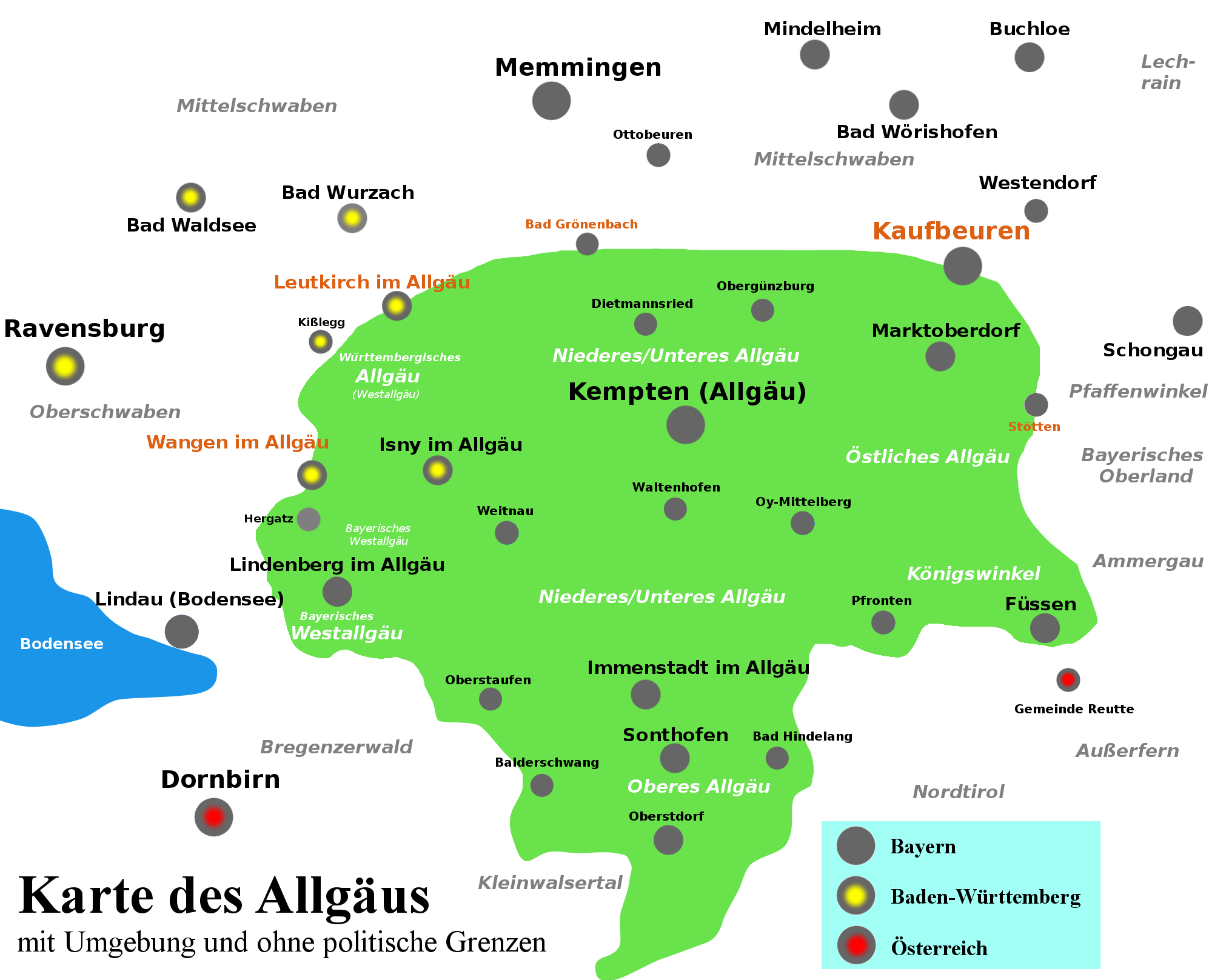
Algovia

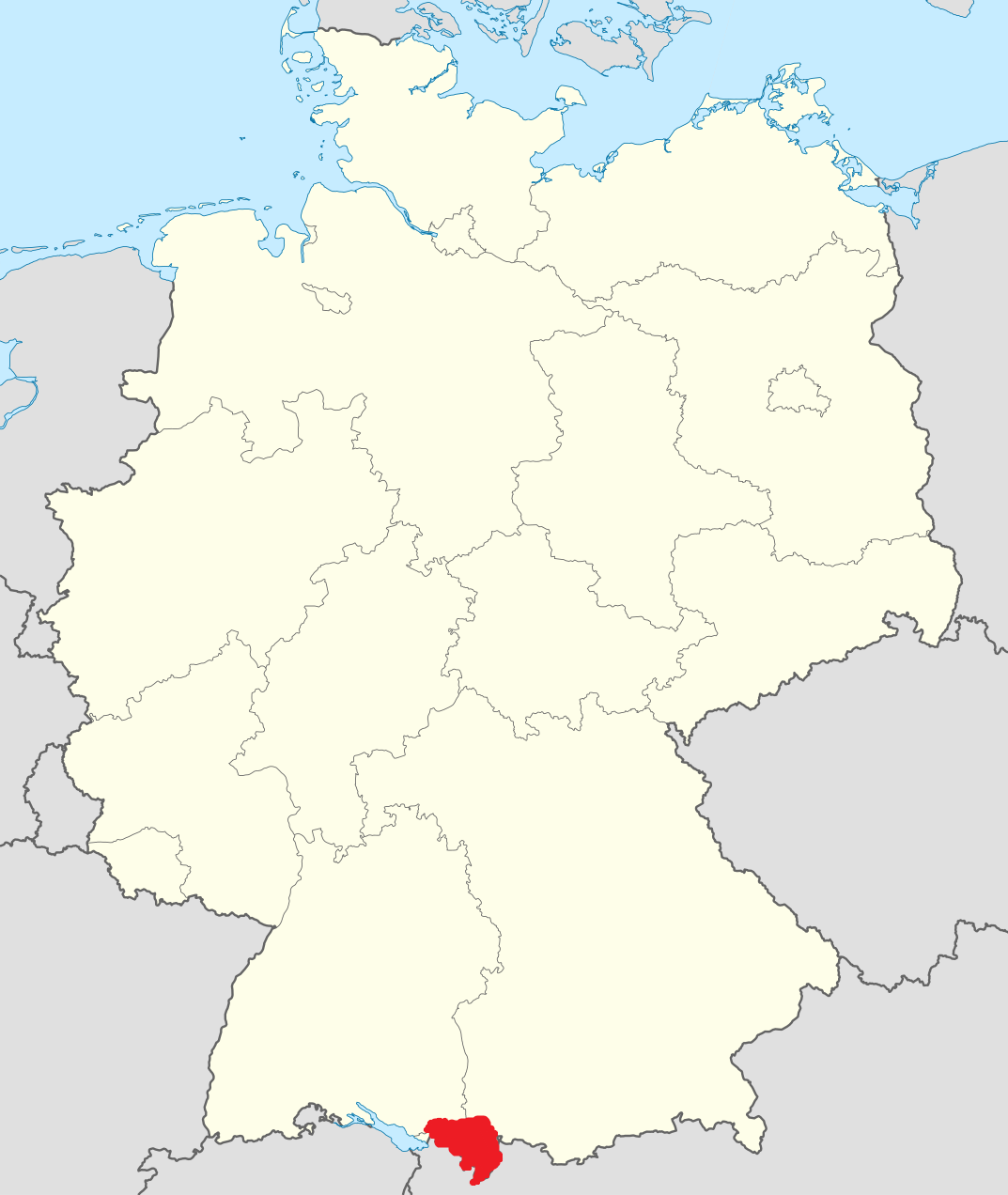
L'Algovia (Allgäu) è segnata in rosso nella carta.

L'Algovia (in tedesco: Allgäu) è una regione geografica che comprende il sud del distretto governativo bavarese di Svevia, il vecchio circondario rurale di Wangen im Allgäu in Baden-Württemberg, in Germania ed i comuni della valle di Tannheim in Tirolo e della Kleinwalsertal nel Vorarlberg in Austria.
Da un punto di vista geografico si divide in 
- Alta Algovia - Oberallgäu (coincidente con l'omonimo circondario rurale, targa automobilistica OA)
- Algovia Orientale - Ostallgäu (coincidente con l'omonimo circondario rurale, targa automobilistica OAL)
- Algovia Occidentale - Westallgäu (che comprende parte del circondario di Lindau e parte del circondario di Ravensburg)

Nella regione vivono circa 560.000 persone.
Il nome viene dall'altotedesco antico alb (montagna, alpeggio) e dal tedesco medievale göu (distretto): in Austria gäu ha ancora il significato di "distretto", costituendo uno dei pochi esempi residui dove si mantiene memoria dei distretti amministrativi Franchi dell'alto medioevo (600-1000 d.C.).
Il dialetto parlato nella regione (ad esclusione della Kleinwalsertal di tradizione Walser) è l'Allgäuerisch, una variante del basso alemanno.
Prospera fino al XVIII secolo per la produzione di lino, l'economia della regione entrò in crisi per la concorrenza ed il basso prezzo del cotone coltivato negli Stati Uniti e lavorato negli impianti industriali in Inghilterra. Nel 1827, Johann Althaus impiantò il primo caseificio a Sonthofen e diffondendone le tecniche riconvertì l'intera economia della regione, dall'agricoltura all'allevamento per la produzione di formaggio.
La regione attualmente ha vocazione rurale e turistica, oltre che per gli sport invernali anche per la presenza di alcuni famosi castelli di Ludovico II di Baviera (Neuschwanstein, Hohenschwangau).

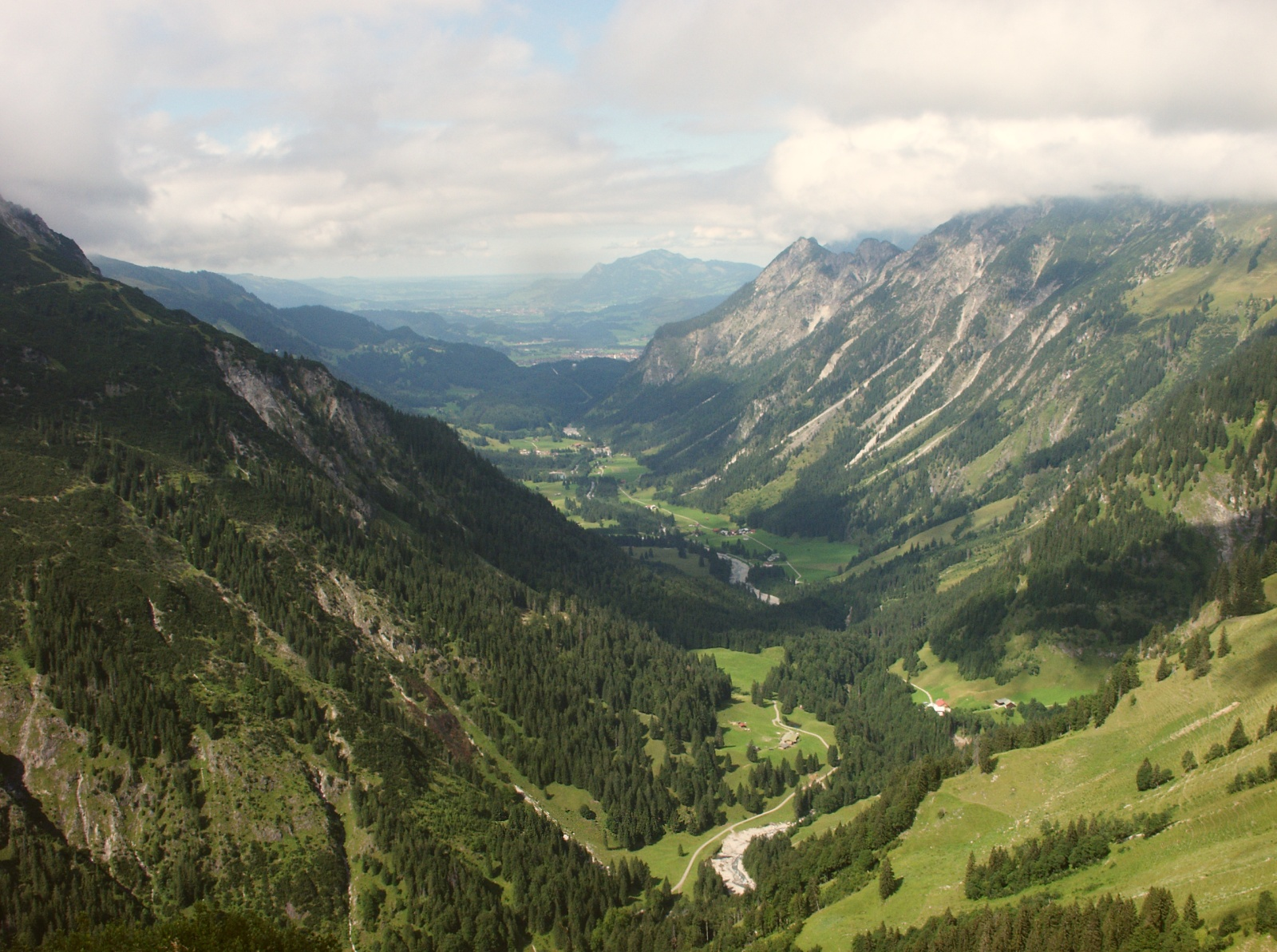
Paesaggio alpino in alta Algovia (Oberallgäu) nei pressi di Oberstdorf

## Città e comuni di particolare importanza
| - Altusried - Bad Hindelang - Buchenberg - Blaichach - Dietmannsried - Eisenberg - Füssen - Haldenwang - Immenstadt im Allgäu - Isny im Allgäu - Kaufbeuren - Kempten - Leutkirch im Allgäu - Lindenberg im Allgäu | - Marktoberdorf - Nesselwang - Obergünzburg - Oberstaufen - Oberstdorf - Pfronten - Rückholz - Seeg - Sonthofen - Waltenhofen - Wangen im Allgäu - Weiler-Simmerberg - Wiggensbach |

Le città di Memmingen e Mindelheim, così come il comune di Ottobeuren, vennero ascritte all'Algovia dal patriota Alfred Weitnauer solo da qualche decennio. Soprattutto questi si batté per la loro appartenenza, mentre nella letteratura antica e nell'opera del ricercatore algoviano Otto Merkt, proprio non se ne parla. Le località della valle dell'Iller (Illergau) e quelle della Svevia superiore (Oberschwaben), precedentemente attribuiti all'Algovia, si fregiavano della denominazione im Allgäu solo per motivi di attrazione turistica. Tali appartenenze possono ancor oggi trovarsi nelle tipiche case della Svevia superiore e nella parlata locale.
Un altro caso particolare è quello della città di Mindelheim. Benché nella letteratura non vi siano indicazioni di una sua appartenenza all'Algovia, nel 1972, con la riforma amministrativa territoriale e la creazione di nuovi circondari, essa venne assegnata a quello della Bassa Algovia, attribuendo così automaticamente a Mindelheim l'appartenenza all'Algovia.
Anche Bad Wörishofen, sito nel medesimo circondario, si fregia dell'attributo im Allgäu solo per motivi turistici.